# Malé Trakany
Malé Trakany este o comună slovacă, aflată în districtul Trebišov din regiunea Košice. Localitatea se află la altitudinea de 111 m deasupra n.m., se întinde pe o suprafață de 11,02 km2 și în 2017 număra 1.073 de locuitori. Se învecinează cu comuna Čierna nad Tisou.

## Istoric
Localitatea Malé Trakany este atestată documentar din 1332.

## Demografie
| An:                | 1994 | 2004    | 2014   | 2024   |
| ------------------ | ---- | ------- | ------ | ------ |
| Număr de persoane: | 912  | 1135    | 1116   | 1087   |
| Diferență:         |      | +24,45% | −1,67% | −2,59% |

| An:                | 2023 | 2024   |
| ------------------ | ---- | ------ |
| Număr de persoane: | 1099 | 1087   |
| Diferență:         |      | −1,09% |